# Наталинка (Рязанская область)
Наталинка — деревня в Михайловском районе Рязанской области России.

## История
Основана переселенцами из Леденёвки.
До 1924 года деревня входила в состав Маковской волости Михайловского уезда Рязанской губернии.

## Население
| 1929 | 2007 | 2010 |
| ---- | ---- | ---- |
| 496  | ↘6   | ↘2   |